# Balagan-Tas
Il Balagan-Tas (in russo: Балаган-Тас) è un cono di scorie vulcanico situato in Russia. Venne scoperto da V.A. Zimin nel 1939 ed è una delle principali attrazioni del Parco Naturale della Moma, nella Repubblica di Jakuzia.

## Descrizione
Il Balagan-Tas si trova nella catena dei monti Čerskij, nella valle della fiume Moma, ed è l'unico vulcano del periodo quaternario della regione.
Si tratta di uno stratovulcano con un cono alto 300 metri e una base di 1.200 metri di diametro. Il cratere, di cui rimane ben poco, è largo 200 metri e profondo 40. Nel complesso il cono copre una superficie di 1,8 chilometri quadrati. Nel tempo questo vulcano ha generato tre colate laviche che coprono una superficie di 45 chilometri quadrati e che raggiungono uno spessore di 10 metri.
Nelle vicinanze del Balagan-Tas si trova il vulcano Uraga Chaja, una cupola lavica formata da riolite con un'età approssimativa di 16,6 milioni di anni.
La datazione potassio-argon del Balagan-Tas ha prodotto un'età di 266.000 ± 30.000 anni fa. A sud-est del vulcano si trovano delle sorgenti termali con temperature di 30 °C.